# Vivo Luna Park
Vivo Luna Park es el segundo CD en vivo de la banda argentina Guasones. El disco fue grabado en el estadio Luna Park. Esta fue la primera vez que la banda tocaba en el mítico estadio bonaerense. Además del CD se lanzó a la venta el DVD del recital a mediados de octubre de 2010. El disco fue producido por Tocka Discos y Sony/BMG. Esa noche la banda tocó 17 canciones, donde se recordó toda la trayectoria de la banda.

## Lista de canciones
1. Gracias
2. Como un lobo
3. Todas quieren rock
4. Farmacia
5. My love
6. Días
7. Descuida ma, solo son ratas
8. Ruta 36
9. Estupendo día
10. Desiree I
11. Desireé Parte II
12. Hay momentos
13. Pasan las horas
14. Chica de ojos tristes
15. Baila, baila
16. A mi lado
17. Dame